# 한국국산콩생산자연합회
한국국산콩생산자연합회는 대한민국에서 재배되는 식용 콩의 안정적 생산과 원활한 수급에 기여하고, 대한민국 콩의 안정적 생산과 원활한 수급에 기여하고, 콩 생산자의 유기적 협조와 정보교류, 토론 등을 통해 대한민국 콩 산업의 발전을 도모하기 위하여  2011년 5월 3일 농림수산식품부로부터 설립 허가된 사단법인이다.. 사무실은 경상남도 사천시 곤명면 추천리 543-2에 있다.